# The Cameo Ring
The Cameo Ring è un cortometraggio muto del 1915 diretto da Charles Giblyn che ne firma anche il soggetto. Sceneggiato da Calder Johnstone, il film aveva come interpreti Murdock MacQuarrie, Agnes Vernon e Beatrice Van.

## Trama
Mary Phillips ha due corteggiatori, John e Charles, entrambi innamorati di lei. Un giorno, li presenta a una sua ex compagna di scuola, Clara Melbourne. Questa, in gran parte per il fatto che è ricco, è attratta da John ma ben presto le sue speranze vengono deluse perché sarà proprio John a sposare Mary, mentre Charles lascia la città per occuparsi dei propri affari. Tra Mary e Charles continua però la vecchia amicizia, rinsaldata da una corrispondenza amichevole. Il giorno che Charles torna, Mary è vista pranzare con lui da Clara. Non dimenticando il rancore che prova nei confronti dell’amica, la donna scrive una lettera anonima a John, insinuando che Mary gli sia infedele. Lui, dopo avere trovato nel cestino della carta straccia un biglietto della moglie indirizzato a Charles, deduce, dal tono affettuoso del testo, che Mary lo tradisca e la lascia.

Sono passati diversi anni. Mary, per vivere e mantenere la figlia Helen, lavora come cucitrice mentre John, trasferitosi in un’altra città, ha avuto successo negli affari come prestatore di denaro. Helen, ormai grande, trova un lavoro, ma è costretta a trasferirsi. Sua madre, per avere il denaro che le serve, deve ricorrere a un prestito che poi, però, non è in grado di rimborsare. Allora Helen, per aiutarla, chiede a sua volta un anticipo sul suo stipendio all’agenzia di prestito di cui John è proprietario. Durante il colloquio che la ragazza ha con lui, John scopre che quella è sua figlia riconoscendo nel gioiello che lei offre come garanzia il cammeo che lui aveva regalato a Mary tanti anni prima. I due sposi si rivedono e la famiglia torna insieme.

## Produzione
Il film fu prodotto da Carl Laemmle per l'Universal Film Manufacturing Company.

## Distribuzione
Distribuito dalla Universal Film Manufacturing Company, il film - un cortometraggio in due bobine - uscì nelle sale statunitensi il 1º aprile 1915.